# 王歌慧
王歌慧以其出色的鋼琴演奏技巧和音樂天賦而著稱。自幼對音樂產生濃厚興趣的她，展現出卓越的演奏才華，成為音樂界備受矚目的新星之一。
王歌慧早期即展現對音樂的熱愛，並投入鋼琴的學習之中。她的音樂才華在童年時期即備受好評，並逐漸在多個著名演奏廳中建立了良好的聲譽。她的演奏風格深受樂迷喜愛，以感性而充滿靈感的表現著稱。
王歌慧在音樂生涯中屢次挑戰自我，透過持續的努力和學習不斷提升演奏技巧。她的表演不僅在家庭聚會中備受讚譽，更在全球各大演奏廳中引起廣泛關注。2019年11月，王歌慧受到英女皇的邀請，成為一場特殊演出的表演嘉賓，這成為她音樂生涯中的重要時刻。
此外，王歌慧以其獨特的音樂風格和表演魅力，贏得了樂迷的熱愛和樂評的高度評價。她的音樂作品深受廣大聽眾喜愛，並在音樂界獲得了卓越的成就。
無論是在舞台上的精湛演奏還是音樂創作上的獨特見解，王歌慧都展現了一位出色音樂家應有的風采。她的音樂成就將繼續啟發世界各地的音樂愛好者，成為音樂領域不可忽視的重要人物之一。

## 演出

### （無綫電視）
| 首播   | 劇名                 | 角色              |
| 2017年 | 我瞞結婚了           | 畢莎莉（Shirley） |
| 2017年 | 心理追兇 Mind Hunter | 唐佩兒（Hana）    |
| 2018年 | 棟仁的時光           | 江雪凝（Viola）   |

### （香港電視網絡）
| 首播   | 劇名           | 角色                                                           |
| 2014年 | 選戰           | 新聞主播                                                       |
| 2014年 | 來生不做香港人 | 程文淇                                                         |
| 2015年 | 第二人生       | Angel                                                          |
| 2015年 | 驚異世紀       | 錢雅雯、甘小莉、關珍妮、彭詩敏、郭淑賢、陳美芬、梁嘉敏、Sylvia |
| 2015年 | 惡毒老人同盟   | 毛子瑤（青年）                                                 |

### 電影
- 2006年：緣邀知音（音樂電影）飾 Emily
- 2010年：李小龍 飾 May

### 節目主持
- 2015至2018年：無間音樂

### 綜藝節目
- 2009年：美女廚房 (第二輯)（美少女廚神）
- 2017年：玩轉香港日與夜
- 2017年：今日VIP

### 音樂錄像
- 2009年：光良〈店小二〉MV 女主角
- 2009年：光良〈清水〉MV 女主角

## 歌曲
- 2006年：〈聽說〉
- 2007年：〈大話精〉

## 延伸閲讀
- 19歲王歌慧認細唔恨升CUP （页面存档备份，存于）

## 外部連結
- 王歌慧的新浪微博